# Saison 2015 des Indians de Cleveland
La saison 2015 des Indians de Cleveland est la 115e saison en Ligue majeure de baseball pour cette équipe.
Avec 81 victoires contre 80 défaites, les Indians réussissent de justesse une troisième saison gagnante de suite mais terminent en milieu de peloton de la division Centrale de la Ligue américaine, où ils se classent en troisième place sur cinq clubs.

## Contexte
Malgré une spectaculaire saison de Corey Kluber, gagnant du trophée Cy Young du meilleur lanceur de la Ligue américaine, et l'émergence à l'attaque de Michael Brantley, les Indians accusent en 2014 une régression. Ils gagnent 7 matchs de moins qu'en 2013 et, avec 85 succès contre 77 défaites, prennent le 3e rang de la division Centrale de la Ligue américaine, à 5 victoires du premier rang et 3 d'une qualification en séries éliminatoires. Les lanceurs des Indians établissent un nouveau record du baseball majeur avec un total de 1 450 retraits sur des prises réussis en une saison mais le club a en revanche l'une des pires défensives du baseball majeur,,.

## Intersaison
Le 8 décembre 2014, les Indians mettent sous contrat pour une saison l'agent libre Gavin Floyd, un lanceur droitier qui a passé l'année précédente chez les Braves d'Atlanta.
Le joueur de premier but Brandon Moss est acquis des A's d'Oakland le 16 décembre 2014 en échange de Joe Wendle, un joueur de champ intérieur des ligues mineures.
Le 5 avril 2015, le lanceur droitier Corey Kluber signe une prolongation de contrat qui le lie aux Indians jusqu'à la fin de la saison 2019 et qui contient des options pour les saisons 2020 et 2021. L'entente de 5 ans garantit 38,5 millions de dollars à Kluber mais les deux années d'option et différentes primes associées à la performance ont le potentiel d'augmenter ses revenus à 77 millions de dollars sur ces 7 années. Deux jours plus tard, c'est au tour du droitier Carlos Carrasco de signer sa prolongation de contrat avec Cleveland : l'entente lui garantit 22 millions jusqu'en 2018 et potentiellement 48 millions jusqu'en 2020.

## Calendrier pré-saison
L'entraînement de printemps 2015 des Indians se déroule du 3 mars au 4 avril.

## Saison régulière
La saison régulière de 162 matchs des Indians débute le 6 avril par une visite aux Astros de Houston et se termine le 4 octobre suivant. Le match d'ouverture local au Progressive Field de Cleveland est joué le 10 avril contre les Tigers de Détroit.

### Classement
| Ligue américaine division Centrale | V  | D  | %    | Diff. | Diff. (séries) |
| ---------------------------------- | -- | -- | ---- | ----- | -------------- |
| Royals de Kansas City              | 95 | 67 | ,586 | -     | -              |
| Twins du Minnesota                 | 83 | 79 | ,512 | 12    | 3              |
| Indians de Cleveland               | 81 | 80 | ,503 | 13½   | 4½             |
| White Sox de Chicago               | 76 | 86 | ,469 | 19    | 10             |
| Tigers de Détroit                  | 74 | 87 | ,460 | 20½   | 11½            |

### Avril
- 9 avril 2015 : Trevor Bauer des Indians n'accorde aucun coup sûr aux Astros de Houston mais est retiré du match après 6 manches car, malgré 11 retraits sur des prises, il a effectué 111 lancers, alloué 5 buts-sur-balles et enregistré une balle comme premier tir à 12 des 23 frappeurs adverses affrontés[18]. Trois autres releveurs des Indians tentent de compléter le match sans coup sûr mais l'un d'eux cède en neuvième manche[18].

### Mai
- 13 mai : Dans une victoire sur les Cardinals de Saint-Louis, Corey Kluber, des Indians, réussit 18 retraits sur des prises[19], le plus grand nombre par un lanceur des Indians depuis le record d'équipe de 19 établi par Luis Tiant le 3 juillet 1968[20].

### Juin
- 3 juin : Jason Kipnis, des Indians, est nommé meilleur joueur du mois de mai 2015 dans la Ligue américaine après être devenu le 3e joueur de l'histoire des majeures (après Ty Cobb en 1921 et Al Simmons en 1925) à réussir au moins 50 coups sûrs et 30 points marqués dans un seul mois[21].

### Juillet
- 1er juillet : Le lanceur des Indians Carlos Carrasco passe à une seule prise de réaliser un match sans point ni coup sûr lorsqu'il accorde un simple à Joey Butler après deux retraits à la 9e manche d'un match face aux Rays de Tampa Bay[22].

### Octobre
- 5 octobre : Le lanceur recrue Cody Anderson des Indians est nommé meilleur lanceur du mois de septembre 2015 dans la Ligue américaine, alors que l'honneur de recrue du mois est remis à son coéquipier Francisco Lindor[23].
- 6 octobre : Les Indians promeuvent Chris Antonetti au poste de président des opérations baseball et son ancien poste de directeur général est confié à Mike Chernoff, son assistant depuis 2010[24].

## Affiliations en ligues mineures
| Niveau            | Équipe                           | Ligue                   |
| ----------------- | -------------------------------- | ----------------------- |
| AAA               | Clippers de Columbus             | Ligue internationale    |
| AA                | RubberDucks d'Akron              | Eastern League          |
| A-Advanced        | Hillcats de Lynchburg            | Carolina League         |
| A                 | Captains de Lake County          | Midwest League          |
| A (saison courte) | Mahoning Valley Scrappers        | New York - Penn League  |
| Ligue des recrues | Indians de la Ligue de l'Arizona | Ligue de l'Arizona      |
| Ligue des recrues | DSL Indians                      | Dominican Summer League |